# Morganella puiggarii
Morganella puiggarii är en svampart som först beskrevs av Speg., och fick sitt nu gällande namn av Kreisel & Dring 1967. Morganella puiggarii ingår i släktet Morganella och familjen Agaricaceae.   Inga underarter finns listade i Catalogue of Life.